# Остап Соломаха
Соломаха Остап Мойсейович (? — після 1719) — сотник Прилуцького полку, згодом — прилуцький війт. Більше відомий тим, що під час облоги Меншиковим Батурина, за дорученням прикутого до гармати полковника Івана Носа, пішов до російського табору і відкрив російському війську таємний вхід до міста, що призвело до знищення всього населення Гетьманської столиці.